# Parco nazionale Cutervo
Il parco nazionale Cutervo (in spagnolo:Parque Nacional Cutervo) è un parco nazionale del Perù, nella regione di Cajamarca. È stato il primo parco nazionale del Perù, istituito nel 1961; occupa una superficie di 2.500 ha.